# Розпад Великої Колумбії

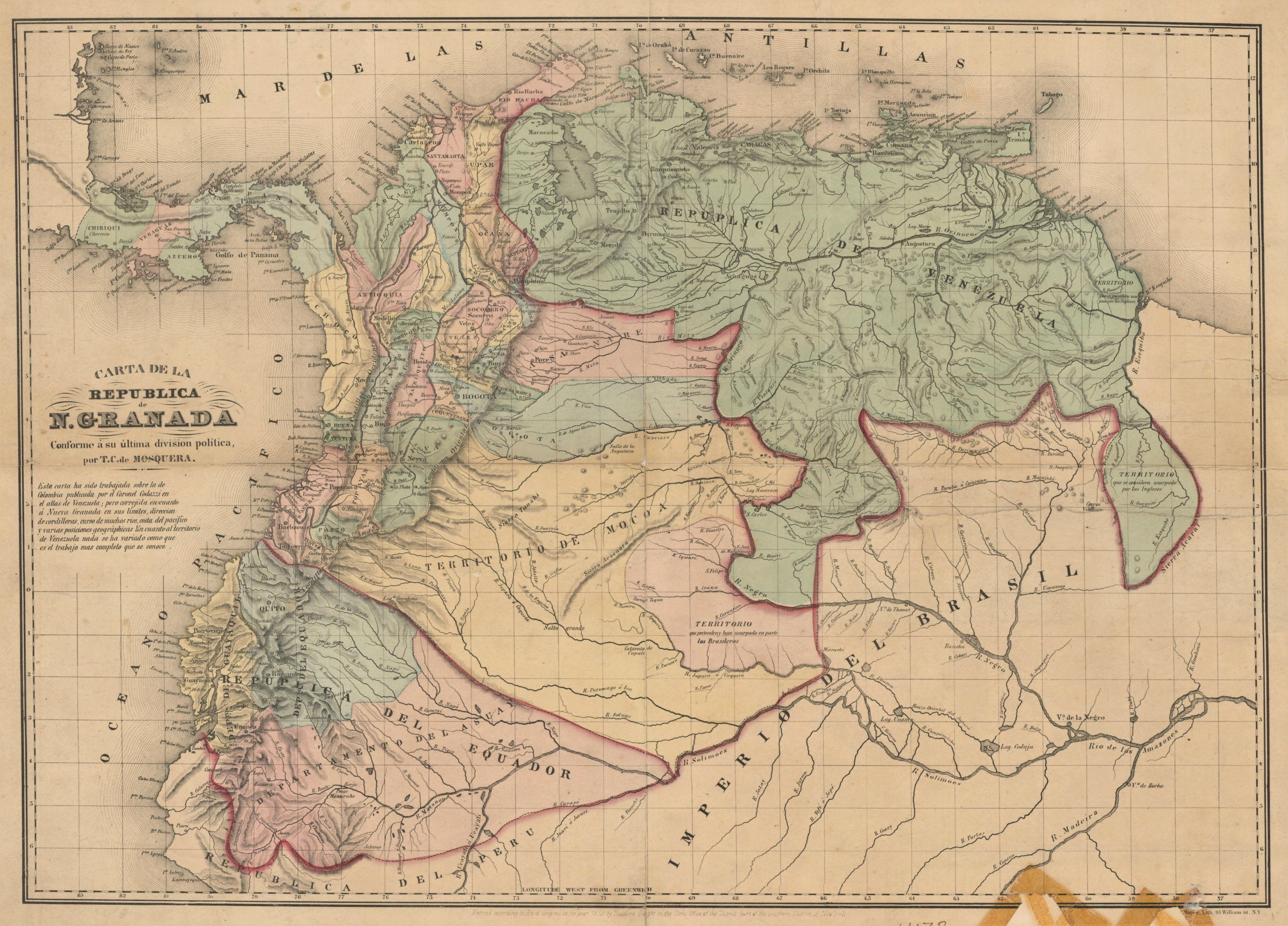

Розпад Великої Колумбії (ісп. Dissolució de la Gran Colombia) – події першої половини XIX століття, в результаті яких на місці держави Велика Колумбія опинилися країни Еквадор, Венесуела і Республіка Нова Гранада.
Головним ідеологічним лідером створення Великої Колумбії був визволитель Симон Болівар, який мав намір створити націю, достатньо сильну, щоб економічно конкурувати з європейськими державами та зберегти свою незалежність. Це була найамбітніша мрія про єдність у Латинській Америці.

## Передісторія
Сімон Болівар, який звільнив Південну Америку від іспанського панування, намагався створити на континенті єдину державу, але їй протистояли місцеві устремління різних груп, які хотіли мати всю повноту влади на своїй території і не бажали мати владу над собою. В єдину державу йому вдалося об'єднати тільки північ і північний захід континенту, де була утворена держава Колумбія (щоб відрізняти від однойменної сучасної держави, в історичних роботах її називають «Великою Колумбією»).
У 1821 році Конгрес у Кукуті прийняв Конституцію 1821 року, в якій закріплювався поділ Великої Колумбії на три департаменти: Кіто, Кундінамарка і Венесуела. Кожен департамент країни керувався інтендантом, який призначає президент, і губернатором. Болівар залишив замість себе на чолі країни віце-президента Сантандера, а сам на чолі військ вирушив на південь, продовжувати звільнення континенту від іспанців.

## Повстання Паеса
Дії Сантандера призвели 1824 року до конфлікту з Хосе Паесом, який стоїть на чолі департаменту Венесуела. Паес написав Болівару, благаючи його повернутися і врятувати країну від розвалу. Болівар зажадав від Сантандера погодитися на перегляд Конституції та встановлення більш жорсткого правління в країні, погрожуючи інакше відвернутися від нього. Сантандер поступився, бо без підтримки Болівара не міг протистояти Паесу.
Тим часом конфлікт поглиблювався, і 30 квітня 1826 року Паес оголосив про непокору наказам, що виходять із Богати. Болівар був змушений вирушити на північ, і 31 грудня 1826 року прибув до Пуерто-Кабельо, де оголосив амністію людям Паеса, а його самого визнав верховним цивільним і військовим правителем Венесуели. В обмін на це Паес погодився підкоритися верховній владі Болівара. Таким чином, фактично було визнано незалежність Венесуели: Паес не підкорявся віце-президентові країни Сантандеру. В результаті став розростатися і поглиблюватись конфлікт між Боліваром і Сантандером, хоча зовні вони продовжували дотримуватися пристойності.

## Вереснева змова
У 1828 році на Конституційному конгресі в Оканні стався відкритий розкол між прихильниками Болівара і Сантандера з питання про майбутній устрій країни. Після цього Болівар 27 серпня 1828 року оголосив себе диктатором і скасував посаду віце-президента. У відповідь на це «федералісти» зробили 25 вересня спробу вбивства Болівара. Замах не вдалося, і Сантандер був змушений вирушити у вигнання до Франції.

## Війна з Перуі смерть Визволителя
У 1828 році почалася війна між Перу і Колумбією, і Болівар був змушений вирушити на південь. Тим часом у Колумбії почали поширюватися чутки, ніби у зв'язку з погіршенням здоров'я Болівар підшукує собі наступники одного з європейських принців. Дізнавшись про це, Болівар рішуче виступив проти такої ідеї. Сам Болівар хотів бачити своїм наступником Сукре, але на його подив Сукре відхилив його пропозицію стати віце-президентом Колумбії, заявивши, що спочатку потрібно повернути із заслання Сантандера.
Влітку 1829 року війна з Перу закінчилася, і Болівар повернувся до Боготи. Дорогою він дізнався, що Паес претендує на відновлювану посаду віце-президента, вважаючи, що колись раніше його обіймав представник Нової Гранади Сантандер, то тепер настала черга представника Венесуели (тобто Паеса). У зв'язку з поганим станом здоров'я Болівар 1 квітня 1830 пішов з Боготи для лікування, а потім оголосив про відставку. 4 травня Конгрес вирішив, що новим президентом країни стане Хоакін Москера, а поки він не прибуде до Боготи, його обов'язки виконуватиме обраний віце-президентом Домінго Кайседо.
2 серпня Кайседо був змушений знову почати виконувати обов'язки президента через хворобу Москери. У цей час у Боготі розміщувалося два батальйони військ: з венесуельців, лояльних Болівару, та з колумбійців, лояльних Сантандеру. Кайседо наказав передислокувати венесуельський батальйон до міста Тунха, що викликало хвилювання серед венесуельців, що проживають у Боготі. У сутичці батальйон венесуельців розгромив батальйон колумбійців, і президент Москера з віце-президентом Кайседо покинули столицю. Щоб урятувати країну від розвалу (і сподіваючись повернути Болівара на пост президента) міністр оборони Рафаель Урданета 5 вересня 1830 року проголосив себе главою держави. Проте 17 грудня 1830 року Симон Болівар помер.

## Незалежність Венесуели
У зв'язку з тим, що конгрес, який збирався навесні 1830 року в Боготі, не зміг примирити різні фракції між собою, 6 травня 1830 року в Валенсії була проголошена незалежність Венесуели. Паес був оголошений президентом Венесуели, а 22 вересня 1830 року у Валенсії було прийнято Конституцію, яка остаточно закріпила відділення Венесуели від Великої Колумбії.

## Незалежність Еквадору
Дізнавшись про сепаратизм Венесуели, 13 травня 1830 Південний округ проголосив свою незалежність під назвою «республіка Еквадор»; її головою став Хуан Флорес. 19 та 20 травня про відокремлення від Колумбії та приєднання до Еквадору заявили департаменти Гуаякіль та Асуай. 14 серпня в Ріобамбі зібралася Конституційна Асамблея, і 22 вересня була прийнята Конституція Еквадору.

## Утворення республіки Нова Гранада
Ще 10 листопада 1830 року генерал-комендант департаменту Каука Хосе Обандо зібрав у Бузі Асамблею, яка закликала до боротьби з диктатурою Урданети. У лютому 1831 року об'єднані сили Обандо і Хосе Лопеса перейшли в наступ, і Урданета погодився на мирні переговори, повернувши 28 квітня владу законному президентові Москері.
У зв'язку з фактичним розпадом країни 15 листопада 1831 року було зібрано Конституційну Асамблею, яка з 23 листопада 1831 року встановила владу тимчасового уряду та обрала віце-президентом генерала Хосе Марія Обандо (у зв'язку з відсутністю президента він став фактично і. о.президента ). 29 лютого 1832 року Національний конвент, що складався з представників провінцій Антьокія, Барбакоас, Картахена, Момпос, Нейва, Памплона, Панама, Пасто, Попайян, Сокорро, Тунха, Велес і Верагуас затвердив нову Конституцію, відповідно до якої держава отримала назву Гранада».